# Liste der Kulturdenkmale in Burgstädt

Wappen von Burgstädt

In der Liste der Kulturdenkmale in Burgstädt sind die Kulturdenkmale der sächsischen Stadt Burgstädt verzeichnet, die bis September 2022 vom Landesamt für Denkmalpflege Sachsen erfasst wurden (ohne archäologische Kulturdenkmale). Die Anmerkungen sind zu beachten.
Diese Aufzählung ist eine Teilmenge der Liste der Kulturdenkmale im Landkreis Mittelsachsen.

## Burgstädt
| Bild                                    | Bezeichnung | Lage                                                                                | Datierung | Beschreibung | ID       |
| --------------------------------------- | --- | ----------------------------------------------------------------------------------- | --- | --- | -------- |
|                                         | Denkmalschutzgebiet Stadtkern Burgstädt (Vorschlag) | (Stadtkern) (Karte)                                                                 | 18./19. Jahrhundert | Denkmalschutzgebiet Stadtkern Burgstädt (Vorschlag) | 09247638 |
| Weitere Bilder                          | Eisenbahnviadukt (Viadukt Burgstädt) | (Flurstück 913/7) (Karte)                                                           | 1872 | Längstes Ingenieurbauwerk der Bahnstrecke Neukieritzsch–Chemnitz (6385, sä. KC), wichtiges Bauwerk zur infrastrukturellen Erschließung und damit wichtig für die wirtschaftliche Entwicklung von Burgstädt, verkehrsgeschichtlich von Bedeutung. Sandstein, Länge 424 Metern, 34 Öffnungen mit einer Spannweite von 9,9 m zur Überquerung einer Senke, maximale Höhe 7,5 m, 1869–1872 erbaut. | 09232716 |
| Weitere Bilder                          | Denkmal für die Opfer des Faschismus (1948) | (Flurstück 702a) (Karte)                                                            | 1948 | Gedenkstein, zwei Plastiken und Ehrenhein, geschichtlich bedeutend | 09232599 |
| Weitere Bilder                          | Ehemaliges Amtsgericht | Ahnataler Platz 1 (Karte)                                                           | 1877 | | 09232600 |
| Weitere Bilder                          | Villa und Nebengebäude | Ahnataler Platz 2 (Karte)                                                           | Um 1890 | | 09232601 |
| Weitere Bilder                          | Villa mit Pforte der Einfriedung | Ahnataler Platz 4 (Karte)                                                           | Um 1890 | Markantes historisierendes Wohngebäude mit Turmanbauten, Giebeln und Erker im sogenannten Altdeutschen Stil, architekturhistorisch von Belang, zudem zeit- und landschaftstypischer Putzbau in gutem Originalzustand mit städtebaulicher Bedeutung. Putzfassade, zweigeschossig, Mittelrisalit, sechsachsig, davon Fenster an Mittelrisalit als Zwillingsfenster ausgebildet mit Säulen und waagerechtem Gebälk, Putzquaderung an Hausecken, kräftiges verkröpftes Gurtgesims, Gauben mit Satteldach und Dreieckgiebel, Treppenaufgang überdacht, an Haus Anbau nach 1910 angebaut mit originaler Fassadengliederung. | 09232737 |
|                                         | Ehemalige Post, jetzt Bankgebäude (Volksbank) | Ahnataler Platz 8 (Karte)                                                           | 1901 | Baugeschichtlich und ortsgeschichtlich von Bedeutung | 09232611 |
|                                         | Wohnhaus in geschlossener Bebauung | Am Lindengarten 5 (Karte)                                                           | 1851 | | 09232604 |
| Direkt Bild zu diesem Denkmal hochladen | Gedenkstein | Am Stadion 1a (Karte)                                                               | 1931 | Findling mit Inschrift, zur Ehrung der Toten des Turnvereins „Vater Jahn“, ortsgeschichtlich und zeitgeschichtlich von Bedeutung | 09307060 |
| Weitere Bilder                          | Wasser- und Aussichtsturm (Taurasteinturm) | Am Taurastein (Karte)                                                               | 1912–1913 | Erbaut zur Wasserversorgung der schnell wachsenden Stadt Burgstädt, baugeschichtlich und ortsgeschichtlich von Bedeutung, als Wahrzeichen auch landschaftsprägend. Massiv, Höhe 39 Meter, von 1913 bis 1996 Wasserbehälter, zwischen 1950 und 1970 auch Aussichtsturm, zwischen 1996 und 2000 Schließung und anschließende Sanierung und Umbau, seitdem nur noch Aussichtsturm. Der Taurasteinturm wurde 1913 nach einem Entwurf des Dresdner Architekten Johannes Kühn als kombinierter Aussichts- und Wasserturm auf einer Erhöhung am Ortsrand von Burgstädt errichtet. Mit der Bauausführung der für die Bauzeit fortschrittlichen Konstruktion in Stahlbeton war die Monierbau-Aktiengesellschaft Leipzig betraut. Der runde, geputzte Turmschaft ist außen umgeben von Strebepfeilern, die auf einem vorkragenden, oktogonalen Sockelgeschoss ruhen und nach einer allmählichen Verjüngung als rundbogig miteinander verbundene Lisenen enden. In den so entstandenen Nischen befinden sich im Sockelgeschoss liegend rechteckige Fenster, darüber eine Reihe ins Hochformat gestreckter Oktogonalöffnungen und unterhalb der von einer Arkadenreihe gestalteten Aussichtsplattform große Rundbogenfenster. Der qualitätvolle Entwurf schließt mit einer kupfergedeckten Kuppel ab. Bis 1996 versorgte der 300 m³ fassende Stahlbetonbehälter die Gemeinde mit Wasser. Nach dessen Außerbetriebnahme wurde der Turm von 1998 bis 2000 saniert und dient seitdem als Ausstellungs- und Aussichtsturm. In der Kombination von Wasserversorgungs- und Aussichtsturmfunktion besitzt der Taurasteinturm als technisches Denkmal Seltenheitswert. Er legt Zeugnis von der Entwicklung der städtischen Wasserversorgung im frühen 20. Jahrhundert ab und ist somit als auch in seiner Rolle als weithin sichtbares Wahrzeichen Burgstädts von ortsgeschichtlichem Wert. Seine zeittypische, sachlich-nüchterne Formensprache verleiht ihm zudem baugeschichtlichen Wert. | 09232665 |
| Weitere Bilder                          | Sachgesamtheit Königlich-Sächsische Triangulierung („Europäische Gradmessung im Königreich Sachsen“); Station 93, Taurastein | Am Taurastein (Karte)                                                               | Bezeichnet mit 1875 | Triangulationssäule; Station 2. Ordnung, bedeutendes Zeugnis der Geodäsie des 19. Jahrhunderts, vermessungsgeschichtlich von Bedeutung. Aus Markersdorfer Granit, Deckplatte Gusseisen, 1,30 m hoher, längsrechteckiger Block mit Inschrift „Station/Taurastein/der/Kön: Sächs:/Triangulirung/1875“. Der Taurastein südwestlich des Bahnhofes zu Burgstädt, auf dem die einfache Granitsäule für den geodätischen Festpunkt errichtet wurde, ist ein sagenumwobener Ort. Der Gneisfelsen hat kleine Höhlen und Spalten, die den Schatz vom Taurastein verbergen sollen. Auch ein heidnischer Altar soll hier gestanden und Wenden sollen Opferrituale ausgeführt haben. Der Taurasteinturm, gebaut 1912 und 1913 als Wasser- und Aussichtsturm, ist das weithin sichtbare Wahrzeichen von Burgstädt. Der Turm steht inmitten des Wettinhains, einer Park- und Erholungsanlage mit Freilichtbühne, Teichen und einem Abenteuerspielplatz. Er hatte einen hölzernen 32 m hohen Vorgängerbau von 1889. Als Wasserturm war er bis 1996 in Betrieb. Unmittelbar südlich steht die Vermessungssäule. Sie ist eine Einzelanfertigung von einem Steinmetz des Nachbarortes. Die Turmgalerie eignete sich sehr gut als Exzentrum für den Bodenpunkt, dieses ist aber nicht eingerichtet worden. In den 1990er Jahren lag die Steinsäule umgestürzt auf dem Berg. Die Sanierung des Turmes begann 1998, am 24. November 2000 fand die Einweihung statt. Bei dieser Gelegenheit wurde auch die Vermessungsstation saniert und die verlorene Deckplatte durch ein etwas untaugliches metallenes Spitzdach ersetzt. | 09232664 |
| Direkt Bild zu diesem Denkmal hochladen | Heiste mit Geländer | August-Bebel-Straße (Karte)                                                         | 19. Jahrhundert | Straßenbildprägend von Bedeutung, Heiste vor den Häusern 6–20 (gerade) | 09232610 |
| Direkt Bild zu diesem Denkmal hochladen | Wohnhaus in geschlossener Bebauung | August-Bebel-Straße 6 (Karte)                                                       | Mitte 19. Jahrhundert | | 09232606 |
| Direkt Bild zu diesem Denkmal hochladen | Wohnhaus in geschlossener Bebauung | August-Bebel-Straße 8 (Karte)                                                       | Mitte 19. Jahrhundert | | 09232607 |
| Weitere Bilder                          | Wohnhaus in geschlossener Bebauung | August-Bebel-Straße 29 (Karte)                                                      | Um 1890 | Mit Laden, baugeschichtlich von Bedeutung, Giebel Muschelmotiv, Klinkerfassade | 09232609 |
| Direkt Bild zu diesem Denkmal hochladen | Villa | Bahnhofstraße 2 (Karte)                                                             | 1884 | | 09232612 |
| Direkt Bild zu diesem Denkmal hochladen | Mietshaus in Ecklage in geschlossener Bebauung | Bahnhofstraße 3 (Karte)                                                             | Um 1890 | Mit Laden, baugeschichtlich von Bedeutung, mit Balkon, Türmchen, Putzquaderung an Ecken | 09232613 |
| Direkt Bild zu diesem Denkmal hochladen | Villa und Fabrikgebäude | Bahnhofstraße 7a (Karte)                                                            | 1875 (Villa); um 1910 (Fabrik) | Ensemble von baugeschichtlichem, stadtgeschichtlichem und großem städtebaulichem Wert. Das Objekt wurde 1992 mit der benachbarten Villa als ein Komplex unter der Obj-Nummer 09232614 erfasst und aufgrund verschiedener Anschriften und Flurstücke bei der Überarbeitung der Denkmalliste 2006 als Einzelobjekt ausgewiesen. Verbindungsbau mit Genehmigung abgebrochen. | 09300394 |
| Direkt Bild zu diesem Denkmal hochladen | Villa | Bahnhofstraße 9 (Karte)                                                             | 1926 | | 09232614 |
| Weitere Bilder                          | Ehemaliges Manufakturgebäude (Wagnersche Fabrik) und späteres Rathaus mit zwei Seitenflügeln zum Hof und rückwärtiger Toranlage | Brühl 1 (Karte)                                                                     | 1763 | Ehemaliges Wohn- und Manufakturgebäude von Johann Friedrich Wagner, barocker Gebäudekomplex, um einen rechteckigen Innenhof angeordnet, Herrenhaus, seit 1848 Rathaus, baugeschichtlich, baukünstlerisch und ortsgeschichtlich sowie industriegeschichtlich von Bedeutung. Dreigeschossiger neunachsiger Bau mit Mansarddach, Mittelrisalit mit Dreiecksgiebel und Flügelbauten, Kopie des ehemaligen Erlanger Rathauses, Portal-Inschrift „Je höher die Gewalt, je schöner die Gestalt“. Geschichtlicher Abriss: - 1763 durch Joh. Friedr. Wagner erbaut - ab 1810 Joh. Jos. Esche Baumwollspinnerei mittels Pferdegöpelantrieb - 1848 Verkauf des Unternehmens an die Stadt - 1850 Umbau, Schuleinbau, Rathaus. | 09232618 |
|                                         | Wohnhaus in geschlossener Bebauung | Brühl 2 (Karte)                                                                     | Um 1800 | Möbelhaus Otto Steudten, mit Laden, baugeschichtlich von Bedeutung, Fassade um 1930 überformt | 09232619 |
| Weitere Bilder                          | Verwaltungsgebäude, ehemalige Mädchenschule | Brühl 3 (Karte)                                                                     | 1889–1890 | Ehemalige Mädchenschule und später Finanzamt, ortsgeschichtlich von Bedeutung. Klinkermischbauweise, Tür, Fenster, Fassadengliederung original, als Mädchenschule erbaut, eingeweiht 1891, seit 1913 Finanzamt. | 09232620 |
|                                         | Wohnhaus mit Hintergebäude | Brühl 6 (Karte)                                                                     | Bezeichnet mit 1752 (Hinterhaus); um 1800 (Wohnhaus) | | 09232525 |
|                                         | Wohnhaus in geschlossener Bebauung und Nebengebäude | Brühl 8 (Karte)                                                                     | Um 1830 | Wohnhaus mit Laden, baugeschichtlich von Bedeutung, Ladenzone stark verändert | 09232622 |
| Weitere Bilder                          | Wohnhaus in geschlossener Bebauung | Brühl 9 (Karte)                                                                     | Um 1830 | | 09232623 |
| Direkt Bild zu diesem Denkmal hochladen | Wohnstallhaus, drei Seitengebäude und Torbogen eines Vierseithofes | Burkersdorfer Straße 19 (Karte)                                                     | Um 1800 | Gut erhaltener Bauernhof von heimatgeschichtlichem Wert. Fachwerk am Wohnhaus verputzt, etwas vor 1800. | 09232625 |
| Direkt Bild zu diesem Denkmal hochladen | Häuslerhaus | Burkersdorfer Straße 31 (Karte)                                                     | Bezeichnet mit 1856 | Ländliches Wohnhaus in gutem Originalzustand, Rest der dörflichen Bebauung des später nach Burgstädt eingemeindeten Burkersdorf, von ortsgeschichtlichem und baugeschichtlichem Wert. Direkt an der parallel zum Dorfbach verlaufenden ehemaligen Dorfstraße stehender zweigeschossiger Fachwerkbau mit massivem Erdgeschoss, Erdgeschoss eventuell massiv unterfahren, vermutlich Bruchsteinmauerwerk, verputzt mit leichten baulichen Veränderungen, Obergeschoss Fachwerk verkleidet, Fensteranordnung beibehalten, kleine Fensteröffnung, Satteldach, das Gebäude gehört zu den wenigen original erhaltenen alten ländlichen Gebäuden des ehemaligen Dorfes Burkersdorf, woraus sich der ortsgeschichtliche Wert des Hauses ergibt. Der baugeschichtliche Wert leitet sich vom Aussagewert zum Bauhandwerk der Entstehungszeit ab. | 09300078 |
| Direkt Bild zu diesem Denkmal hochladen | Wohnstallhaus und Seitengebäude mit Durchfahrt und Oberlaube eines Bauernhofes | Burkersdorfer Straße 37 (Karte)                                                     | 1748 (Wohnstallhaus); 18. Jahrhundert (Seitengebäude) | Wohnstallhaus besonders kreuzgratgewölbter Mittelflur im Erdgeschoss, Türgewände datiert, sonst Wohnhaus ohne Denkmalwert | 09232627 |
| Direkt Bild zu diesem Denkmal hochladen | Seitengebäude mit Oberlaube eines ehemaligen Bauernhofes | Burkersdorfer Straße 84 (Karte)                                                     | 1710 | | 09232628 |
| Weitere Bilder                          | Diesterwegschule | Burkersdorfer Straße 103 (Karte)                                                    | Ende 19. Jahrhundert | | 09232630 |
| Direkt Bild zu diesem Denkmal hochladen | Seitengebäude und Scheune eines Dreiseithofes | Burkersdorfer Straße 111 (Karte)                                                    | 1. Hälfte 19. Jahrhundert | | 09232632 |
| Direkt Bild zu diesem Denkmal hochladen | Steinbrücke | Burkersdorfer Straße 182 (Karte)                                                    | Bezeichnet mit 1840 | Zufahrtsbrücke zum Grundstück Burkersdorfer Straße 182, Heiersdorf, baugeschichtlich von Bedeutung. Einbogige Bruchsteinbrücke mit Steinbrüstungen und gewölbter Fahrbahn. | 09232624 |
| Direkt Bild zu diesem Denkmal hochladen | Seitengebäude und Toreinfahrt eines Vierseithofes | Burkersdorfer Straße 191 (Karte)                                                    | Mitte 19. Jahrhundert | | 09232637 |
| Direkt Bild zu diesem Denkmal hochladen | Steinbogenbrücke | Burkersdorfer Straße 199, 201 (Karte)                                               | 1848 | Zufahrtsbrücke zu den Grundstücken Burkersdorfer Straße 199 und 201, baugeschichtlich von Bedeutung. Einbogige Bruchsteinbrücke mit Steinbrüstungen und gewölbter Fahrbahn. | 09232640 |
| Direkt Bild zu diesem Denkmal hochladen | Wohnstallhaus eines Vierseithofes | Burkersdorfer Straße 201 (Karte)                                                    | Um 1800 | | 09232638 |
| Direkt Bild zu diesem Denkmal hochladen | Wohnstallhaus, zwei Stallgebäude und Brunnen eines Vierseithofes | Burkersdorfer Straße 225 (Karte)                                                    | 1726 | | 09232639 |
|                                         | Wohnhaus in geschlossener Bebauung | Chemnitzer Straße 2 (Karte)                                                         | Um 1900 | Mit Laden, baugeschichtlich von Bedeutung, Klinkermischbauweise mit Tordurchfahrt | 09232642 |
| Weitere Bilder                          | Wohnhaus in geschlossener Bebauung | Chemnitzer Straße 14 (Karte)                                                        | Um 1790 | | 09232643 |
| Weitere Bilder                          | Villa der ehemaligen Brauerei | Chemnitzer Straße 23 (Karte)                                                        | 1900 | Villa roter Klinker mit gelben Ecken, Schwebegiebel, Holzveranda und Balkon, Bleiglasfenster. Die Brauerei mit Kontor entstand um 1800, das Fabrikationsgebäude 1900. Das als Denkmal dazugehörende Kontor- und Fabrikationsgebäude (Nummer 21) wurde 1992 abgebrochen. | 09232647 |
| Weitere Bilder                          | Friedhofsmauer, zwei Toreinfahrten und Erbbegräbnisse entlang der Mauer an der Chemnitzer Straße | Chemnitzer Straße 24, 26 (Karte)                                                    | Seit 17. Jahrhundert | Friedhof aufgelassen und heute mit einem Altenpflegeheim überbaut, Mauer und Gräber von ortsgeschichtlicher Bedeutung. In das ehemalige Friedhofsgelände wurde zu Beginn der 1990er Jahre ein Altenpflegeheim integriert. Friedhofsmauer sowie Erbbegräbnisse teilsaniert. | 09232649 |
| Direkt Bild zu diesem Denkmal hochladen | Mietshaus in offener Bebauung | Chemnitzer Straße 45 (Karte)                                                        | Um 1915 | Straßenbildprägender Wohnbau, saniert 1998, Lage wichtig, Putzfassade | 09232914 |
| Weitere Bilder                          | Wohn- und Verwaltungsgebäude, Fabrikgebäude mit Einfriedung (ehemalige Handschuhfabrik Paul Wagner) | Chemnitzer Straße 46 (Karte)                                                        | Um 1905 bis um 1920 | Ortsgeschichtlich und baugeschichtlich von Bedeutung, Putzstuck, Fensterüberdachungen | 09232650 |
| Direkt Bild zu diesem Denkmal hochladen | Villa | Chemnitzer Straße 47 (Karte)                                                        | Um 1925 | | 09232644 |
| Direkt Bild zu diesem Denkmal hochladen | Wohnstallhaus, Seitengebäude (mit Oberlaube) und Brunnen eines ehemaligen Bauernhofes, heute Gasthof | Chemnitzer Straße 54 (Karte)                                                        | Mitte 18. Jahrhundert | Zeit- und landschaftstypische bäuerliche Wohn- und Wirtschaftsgebäude in gutem Originalzustand | 09232645 |
|                                         | Wohnhaus in offener Bebauung | Chemnitzer Straße 88 (Karte)                                                        | 1847 | | 09232646 |
| Direkt Bild zu diesem Denkmal hochladen | Fabrikantenvilla | Chemnitzer Straße 89 (Karte)                                                        | Um 1896 | Villa ursprünglich zur benachbarten Baumwollspinnerei Fiedler gehörend, baugeschichtlicher und stadtgeschichtlicher Wert | 09300399 |
|                                         | Ehemalige Textilfabrik der Baumwollspinnerei Fiedler | Chemnitzer Straße 91 (Karte)                                                        | 1896 | Zeittypischer Klinkerbau um 1900, industriegeschichtlich von Bedeutung. Fabrikgebäude roter Klinker mit gelben Klinkerlisenen und Fensterbögen, erbaut von Fiedler. Das nebenan stehende Wohn- und Verwaltungsgebäude wurde später errichtet. Bis 1990 Baumwollspinnerei. | 09232641 |
| Direkt Bild zu diesem Denkmal hochladen | Textilfabrik und Verwaltungsgebäude (ehemals Firma C. Hugo Eidner & Co.) | Chemnitzer Straße 92 (Karte)                                                        | Um 1910/1920 (Fabrikgebäude); 1910/1922 (Verwaltungsgebäude) | Kettenwirkmaschinenfabrik Eidner, 1890 gegründet, markante Reformstil-Architektur, um 1920/1922 errichtet, 1927 erweitert, letzter baugeschichtlich und ortsgeschichtlich von Bedeutung. Putzfassade, schlichte Gestaltung, originale Fenster, figürlicher Schmuck. 1890 gegründet in Göppersdorf bei Burgstädt, 1922 Aktiengesellschaft, Produktion von Handschuhen, Strümpfen und Wirkwaren, nach 1953 VEB Textilwerke Clara Zetkin (Warenzeichen Graziella), heute „Don Bosco Jugendwerk“ (Rehabilitation und Berufsausbildung junger behinderter Menschen, Hotel). | 09232916 |
| Direkt Bild zu diesem Denkmal hochladen | Wohnstallhaus, Scheune, zwei Seitengebäude und frei stehendes Backhaus eines Vierseithofes | Chemnitzer Straße 136 (Karte)                                                       | 2. Hälfte 18. Jahrhundert (Vierseithof); bezeichnet mit 1768 (Scheune) | | 09232648 |
|                                         | Wohnanlage an der Damaschkestraße/Ecke Mohsdorfer Straße (Sachgesamtheit) | Damaschkestraße 1, 2, 3, 4, 6, 8 (Mohsdorfer Straße 60, 62, 91, 93, 95, 97) (Karte) | 1931 | Sachgesamtheit Wohnanlage an der Damaschkestraße/Ecke Mohsdorfer Straße, bestehend aus zwei Mehrfamilienhäusern (mit jeweils drei Eingängen) und drei Mehrfamilienhäusern (mit jeweils zwei Eingängen), alle Gebäude Sachgesamtheitsteile; zeitgleich entstandene Wohnhausgruppe von baugeschichtlichem, sozialgeschichtlichem sowie städtebaulichem Wert. Kleine Wohnanlage am Ortsausgang von Burgstädt Richtung Mohsdorf, annähernd zeitgleich entstandene Wohnanlage in ähnlicher Gestaltung, vermutlich ursprünglich umfangreicher geplant, alle Gebäude mit Putzfassaden, schlichte Bauten, sparsam mit Klinkern gegliedert, folgende Gebäude gehören zur Sachgesamtheit: - Damaschkestraße 1, Mohsdorfer Straße 97: Mehrfamilienwohnhaus, im Winkel an der Ecke zur Mohsdorfer Straße stehend - Damaschkestraße 2, 4, 6: Mehrfamilienwohnhaus mit drei Eingängen - Damaschkestraße 3 / Mohsdorfer Straße 62: Mehrfamilienwohnhaus mit zwei Eingängen - Damaschkestraße 8 / Mohsdorfer Straße 60: Mehrfamilienwohnhaus mit zwei Eingängen - Mohsdorfer Straße 91, 93, 95: Mehrfamilienwohnhaus mit drei Eingängen 1992 wurden die Gebäude blockweise in der Denkmalliste unter den oben genannten Anschriften aufgeführt. | 09232655 |
| Direkt Bild zu diesem Denkmal hochladen | Villa mit Einfriedung | Dr.-Robert-Koch-Straße 3 (Karte)                                                    | Um 1915 | | 09232656 |
| Direkt Bild zu diesem Denkmal hochladen | Wohnhaus in geschlossener Bebauung | Dr.-Robert-Koch-Straße 14 (Karte)                                                   | Um 1830 | | 09232657 |
| Weitere Bilder                          | Wohnhaus in geschlossener Bebauung | Dr.-Robert-Koch-Straße 24 (Karte)                                                   | Um 1830 | | 09232658 |
| Direkt Bild zu diesem Denkmal hochladen | Mietshaus | Dr.-Robert-Koch-Straße 37 (Karte)                                                   | 1908 | | 09232659 |
| Weitere Bilder                          | Wohnhaus | Dr.-Robert-Koch-Straße 41 (Karte)                                                   | Um 1800 | | 09232660 |
| Direkt Bild zu diesem Denkmal hochladen | Villa mit Einfriedung | Franz-Schubert-Straße 1 (Karte)                                                     | Um 1930 | | 09232666 |
| Weitere Bilder                          | Waldfriedhof Burgstädt (Sachgesamtheit) | Friedhofstraße (Karte)                                                              | 1911 | Sachgesamtheit Waldfriedhof Burgstädt mit folgenden Einzeldenkmalen: Friedhofskapelle, Friedhofstor, Grabmäler, Grabfeld für Opfer des Zweiten Weltkrieges sowie Friedhofsgestaltung (siehe 09300196); anspruchsvoll gestalteter, in Westsachsen in vergleichbarer Qualität nur selten anzutreffender Waldfriedhof von geschichtlicher, landschaftsgestaltender und künstlerischer (auch gartenkünstlerischer) Bedeutung | 09232602 |
| Weitere Bilder                          | Friedhofskapelle, Friedhofstor, Grabmäler, Grabfeld für Opfer des Zweiten Weltkrieges sowie Friedhofsgestaltung mit Wegen, Alleen, Heckenpflanzungen, Büschen und Großgrün (Einzeldenkmale der Sachgesamtheit 09232602)                                                                                                   | Friedhofstraße (Karte)                                                              | 1911 (Friedhofskapelle und Friedhofsportal); 1914 (Familiengrab Hempel und Familiengrab Emil Reichel); um 1920 (Familiengrab Ahnert/Beyer)                                            | Einzeldenkmale der Sachgesamtheit Waldfriedhof Burgstädt; anspruchsvoll gestalteter, in Westsachsen in vergleichbarer Qualität nur selten anzutreffender Waldfriedhof von geschichtlicher, landschaftsgestaltender und künstlerischer (auch gartenkünstlerischer) Bedeutung | 09300196 |
| Direkt Bild zu diesem Denkmal hochladen | Wohnhaus in offener Bebauung mit Einfriedung | Friedrich-Marschner-Straße 3 (Karte)                                                | Um 1900 | | 09232670 |
| Direkt Bild zu diesem Denkmal hochladen | Wohnhaus in offener Bebauung mit Einfriedung, Granitpflaster | Friedrich-Marschner-Straße 10 (Karte)                                               | Um 1900 | | 09232671 |
| Weitere Bilder                          | Schule mit drei Nebengebäuden (ehemals Zentralschule, später Ernst-Schneller-Schule, heute Gymnasium Burgstädt) | Friedrich-Marschner-Straße 18 (Karte)                                               | 1913 | | 09232672 |
| Direkt Bild zu diesem Denkmal hochladen | Wohnstallhaus eines Bauernhofes | Gartenweg 4 (Karte)                                                                 | Um 1680 | | 09232675 |
| Direkt Bild zu diesem Denkmal hochladen | Wohnstallhaus, Stall, Scheune und Torhaus eines Vierseithofes | Gartenweg 19 (Karte)                                                                | 1. Hälfte 18. Jahrhundert (Torhaus); 2. Hälfte 18. Jahrhundert (Wohnstallhaus); 1. Hälfte 19. Jahrhundert (Scheune); 19. Jahrhundert (Seitengebäude)                                  | | 09232674 |
| Weitere Bilder                          | Postamt | Goethestraße 1 (Karte)                                                              | Um 1930 | Putzfassade mit Klinkerelemente, baugeschichtlich und ortsgeschichtlich von Bedeutung | 09232683 |
|                                         | Wohnhaus in Ecklage in offener Bebauung | Goethestraße 40 (Köbkestraße 1) (Karte)                                             | 1928 | Mit Laden, zeittypischer Putzbau über unregelmäßigem Grundriss, im traditionalistischen Stil, Schaufenster mit Spitzbogenabschluss, baugeschichtlich von Bedeutung, platzbildend | 09232522 |
| Direkt Bild zu diesem Denkmal hochladen | Wohnstallhaus, Stallgebäude mit Oberlaube, zweites Stallgebäude und Hofpflaster eines Bauernhofes | Göppersdorfer Straße 22 (Karte)                                                     | 1. Hälfte 18. Jahrhundert (Seitengebäude mit Oberlaube und zweites Seitengebäude); um 1790 (Wohnstallhaus)                                                                            | | 09232678 |
| Direkt Bild zu diesem Denkmal hochladen | Wohnstallhaus, Stallgebäude mit Oberlaube eines ehemaligen Vierseithofes | Göppersdorfer Straße 61 (Karte)                                                     | 1. Hälfte 18. Jahrhundert | | 09232680 |
| Direkt Bild zu diesem Denkmal hochladen | Stallgebäude mit Oberlaube eines Vierseithofes | Göppersdorfer Straße 63 (Karte)                                                     | 1. Hälfte 18. Jahrhundert | | 09232681 |
| Weitere Bilder                          | Göppersdorfer Schule | Göppersdorfer Straße 68 (Karte)                                                     | 1890 | | 09232676 |
| Direkt Bild zu diesem Denkmal hochladen | Villa | Göppersdorfer Straße 138 (Karte)                                                    | Um 1870 | | 09232682 |
|                                         | Ehemalige Textilmanufaktur und Nebengebäude | Gustav-Wolf-Straße 2 (Karte)                                                        | 1719 | Heute Wohnhaus, wirtschaftsgeschichtlich von Bedeutung. Im Schlussstein bezeichnet, Tür- und Fenstergewände original, Kreuzgewölbe, Türen, Türbänder original. | 09232684 |
|                                         | Wohnhaus in geschlossener Bebauung | Gustav-Wolf-Straße 4 (Karte)                                                        | Ende 18. Jahrhundert | | 09232685 |
|                                         | Wohnhaus in geschlossener Bebauung mit Stützmauer | Gustav-Wolf-Straße 6 (Karte)                                                        | Um 1790 | | 09232687 |
| Weitere Bilder                          | Mühlengebäude mit Büroausstattung, Silo und Mühlentechnik sowie angebautem Müllerwohnhaus (ehemals Franz-Enghardt-Mühle, Heiersdorfer Walzenmühle) | Heiersdorfer Straße 4 (Karte)                                                       | 1945–1946, bezeichnet mit 1946 (Getreidemühle); um 1930 (Walzenstuhl); 1945–1946 (Walzenstuhl); 1965, Aggregat auf dem Sichterboden (Aspirateur); 1979 (Dunst- und Grießputzmaschine) | Markanter Mühlenkomplex mit kompletter Müllereitechnik von technikgeschichtlicher und ortsgeschichtlicher Bedeutung. Putzfassade mit Klinker, Inschrift „Franz – Enghardt – Heiersdorfer Weizenmühle 1906 bis 1946“, heute Weizenmühle, ursprünglich auch für Roggen. | 09232689 |
| Direkt Bild zu diesem Denkmal hochladen | Heiersdorfer Schule | Heiersdorfer Straße 9 (Karte)                                                       | Um 1890 | | 09232690 |
| Direkt Bild zu diesem Denkmal hochladen | Stallgebäude mit Oberlaube eines Vierseithofes | Heiersdorfer Straße 10 (Karte)                                                      | 1723 | | 09232691 |
| Direkt Bild zu diesem Denkmal hochladen | Wohnstallhaus eines Vierseithofes | Heiersdorfer Straße 24 (Karte)                                                      | Um 1750 | | 09232694 |
| Direkt Bild zu diesem Denkmal hochladen | Wohnhaus | Heiersdorfer Straße 29 (Karte)                                                      | Um 1800 | | 09232695 |
| Direkt Bild zu diesem Denkmal hochladen | Zwei Seitengebäude mit Oberlauben eines Vierseithofes | Heiersdorfer Straße 41 (Karte)                                                      | 1738 (Seitengebäude); 1747 (Seitengebäude) | | 09232696 |
| Direkt Bild zu diesem Denkmal hochladen | Stallgebäude mit Oberlaube eines Vierseithofes | Heiersdorfer Straße 48 (Karte)                                                      | 1747 | | 09232698 |
| Direkt Bild zu diesem Denkmal hochladen | Ehemaliges Wohnstallhaus und Seitengebäude eines Bauernhofes | Heiersdorfer Straße 84 (Karte)                                                      | Um 1800 | | 09232699 |
| Direkt Bild zu diesem Denkmal hochladen | Wohnstallhaus, Scheune, Durchfahrtscheune und Stall eines Vierseithofes | Helsdorf 12 (Karte)                                                                 | 1. Hälfte 19. Jahrhundert (Durchfahrtscheune); 1846 (Wohnstallhaus); um 1900 (Seitengebäude); 1909 (Scheune)                                                                          | | 09232770 |
| Direkt Bild zu diesem Denkmal hochladen | Wohnstallhaus und Stallgebäude mit Oberlaube eines ehemaligen Vierseithofes, im Stallgebäude ehemals Schulstube | Helsdorf 14 (Karte)                                                                 | 1719 Dendro (Seitengebäude); 1. Hälfte 19. Jahrhundert (Wohnstallhaus) | | 09232771 |
| Direkt Bild zu diesem Denkmal hochladen | Wohnhaus | Helsdorf 17 (Karte)                                                                 | Ende 19. Jahrhundert | | 09232772 |
| Direkt Bild zu diesem Denkmal hochladen | Wohnstallhaus und Seitengebäude eines ehemaligen Vierseithofes | Helsdorf 19 (Karte)                                                                 | 1526 Dendro (Wohnstallhaus); 1900 (Seitengebäude) | Eines der ältesten noch erhaltenen ländlichen Wohnhäuser Sachsens mit dendrochronologisch belegter Bauzeit um 1525, hausgeschichtlich von besonderer Bedeutung. Wohnstallhaus Erdgeschoss Bruchstein, Obergeschoss Fachwerk, mit Andreaskreuzen in Brüstungsfeldern und halben Mannfiguren, schönes Türgewände aus Porphyr, Fachwerk mit Asbestplatten entstellend verkleidet, Ausbau des Stallgebäudes. | 09232774 |
| Direkt Bild zu diesem Denkmal hochladen | Wohnhaus | Helsdorf 22 (Karte)                                                                 | Vor 1800 | | 09232775 |
| Direkt Bild zu diesem Denkmal hochladen | Wohnstallhaus eines ehemaligen Dreiseithofes | Helsdorf 23 (Karte)                                                                 | 2. Hälfte 19. Jahrhundert | | 09232776 |
| Direkt Bild zu diesem Denkmal hochladen | Wohnstallhaus eines Bauernhofes | Helsdorf 24 (Karte)                                                                 | Um 1800 | Für die Ortslage bedeutsame Hofstätte mit original erhaltenem Wohnstallhaus und in Rekonstruktion befindlichen Wirtschaftsgebäuden. - Wohnhaus: Obergeschoss Fachwerk, Erdgeschoss massiv, ehemals Hocheinfahrt in Haus - Seitengebäude: Neuaufbau nach historischem Vorbild und unter Verwendung historischer Baustoffe (kein eigenständiger Denkmalwert, nur als Bestandteil des Hofes) | 09232777 |
|                                         | Wohnhaus in geschlossener Bebauung | Herrenstraße 8 (Karte)                                                              | Vor 1875 | Mit Laden, baugeschichtlich von Bedeutung. Aufgestockt um 1880, Erdgeschoss stark beeinträchtigt durch Ladeneinbau. | 09232700 |
|                                         | Wohnhaus in geschlossener Bebauung | Herrenstraße 9 (Karte)                                                              | Um 1850 | Mit Laden, baugeschichtlich von Bedeutung. Ladenzone und Putz verändert, Dachaufbauten um 1900. | 09232701 |
|                                         | Wohnhaus mit ehemaliger Gaststätte Stern, Torbogen und Hinterhaus in geschlossener Bebauung | Herrenstraße 14 (Karte)                                                             | Um 1790 (Hinterhaus); um 1860 (Gasthaus) | 2005 Wohnhaus saniert, Hinterhaus unsaniert, gefährdet | 09232702 |
| Weitere Bilder                          | Wohnhaus in geschlossener Bebauung | Herrenstraße 15 (Karte)                                                             | Vor 1867 | Mit Laden, baugeschichtlich von Bedeutung. Oberer Teil mit Fenstergewänden und Fassadengliederung erhalten, Erdgeschoss verändert, Haustür original. | 09232703 |
| Weitere Bilder                          | Ehemalige Seidenmanufaktur: heute Wohnhaus mit zwei Seitenflügeln und der ehemaligen Druckerei der Zeitung „Der Sozialdemokrat“ (im ehemaligen Nebengebäude der Manufaktur) sowie kleines Hintergebäude und Torbogen, Tor und Pforte                                                                                      | Herrenstraße 20 (Karte)                                                             | 1743 (ehemalige Seidenmanufaktur); um 1800 (spätere Druckerei) | Hintergebäude mit Porphyrstichbogenportal, Datierung entsprechend alter Denkmalliste. 2022 größtenteils abgerissen. | 09232704 |
| Weitere Bilder                          | Wohnhaus mit Hintergebäuden in geschlossener Bebauung | Kantor-Meister-Straße 1 (Karte)                                                     | Bezeichnet mit 1700 (Wohnhaus); um 1800 (Hinterhaus) | Putzbau von baugeschichtlichem, stadtentwicklungsgeschichtlichem sowie großem städtebaulichem Wert. Reste eines Renaissanceportals im Hof, datiert 1700, auf älteren Grundmauern errichtet, zweigeschossiger Putzbau mit Mansarddach bzw. Krüppelwalmdach, Vorderhaus steht mit Traufseite am Markt, ein Seitengebäude steht mit der Traufseite an der Kantor-Meister-Straße, die beiden anderen Hinterhäuser befinden sich im Hofraum. | 09232705 |
| Weitere Bilder                          | Kantorat und ehemaliger Torturm (Seigerturm), vermutlich Rest eines befestigten Kirchhofes | Kantor-Meister-Straße 2 (Karte)                                                     | 1604 (Seigerturm); 1872 (Kantorat) | Ortsbildprägendes Bauensemble von großem baugeschichtlichem und städtebaulichem Wert. - Kantorat: Obergeschoss ehemalig Fachwerk, heute massiv - Seigerturm (seit 1604): zwischen Kirche und markt gelegener Bau über querrechteckigem Grundriss mit Durchfahrt mit Porphyrtuffgewänden, mittiger Dachreiter und Obergeschoss verschiefert, Holzempore an der Marktseite, seit Anbringung der Uhr als Seigerturm bezeichnet | 09232706 |
| Weitere Bilder                          | Wohnhaus | Kantor-Meister-Straße 3 (Karte)                                                     | Um 1840 | Putzbau von baugeschichtlichem, stadtentwicklungsgeschichtlichem sowie städtebaulichem Wert. Zweigeschossig, mittig große Toreinfahrt, Mansarddach. | 09300392 |
| Weitere Bilder                          | Evangelische Stadtkirche und Kirchhof Burgstädt (Sachgesamtheit) | Kirchplatz (Karte)                                                                  | 1522 erbaut (Kirche); 1658 (Taufe); 1692 (Reste des originalen barocken Kanzelaltars); 1730 (heute als Lesepult); 1737 (Kanzelaltar)                                                  | Sachgesamtheit Evangelische Stadtkirche und Kirchhof Burgstädt, bestehend aus den Einzeldenkmalen Stadtkirche, Grabmäler für die Familien Reinhold, Schüller, Hermann Welker, Steinert, Kressner und Voigtländer-Tetzner und den ehemaligen Bürgermeister Dr. Roth sowie Kriegerdenkmal für die Gefallenen des Ersten Weltkrieges (Emil Mund, 1929, siehe 09232707); im historischen Stadtkern Burgstädts gelegener, gut erhaltener Denkmalkomplex von stadtgeschichtlicher, baugeschichtlicher und städtebaulicher Bedeutung | 09300202 |
| Weitere Bilder                          | Kirche mit Ausstattung und Kriegerdenkmal für die Gefallenen des Ersten Weltkrieges an der Kirchenmauer sowie Erbbegräbnisse der Familie Reinhold Schüller, Familie Herm. Welker, Familie Steinert, Familie Kressner, Bürgermeister Dr. Roth und Familie Voigtländer-Tetzner (Einzeldenkmale der Sachgesamtheit 09300202) | Kirchplatz (Karte)                                                                  | 1522 erbaut (Kirche); 1658 (Taufe); 1692 (Reste des originalen barocken Kanzelaltars); 1730 (heute als Lesepult); 1737 (Kanzelaltar)                                                  | Einzeldenkmale der Sachgesamtheit Evangelische Stadtkirche und Kirchhof Burgstädt; von baugeschichtlicher und stadtgeschichtlicher Bedeutung. - Stadtkirche: erbaut 1522, Westturm Oberteil 1882, großer Saalbau mit fünfseitigem Chorabschluss, Kriegerdenkmal: aufwändige Anlage aus Porphyrtuff mit Plastik und Schriftstelen (Emil Mund, 1929) - Grabmale: 1. Erbbegräbnis Familie Reinhold Schüller, Brauereibesitzer und königlicher Friedensrichter, verstorben 1910, Wandstelle mit Porträt und Graniteinfriedung 2. Grabstätte Familie Herm. Welker, 1912, Wandstelle mit Christusdarstellung (Relief), Schrifttafeln aufgesetzt, ehemaliger Textilfabrikant 3. Erbbegräbnis Familie Steinert, 1915, Wandstelle mit Inschrift, Kreuz mit Sonnenstrahlen und Steinbogen, Einfassung mit Säulen (Kunststein) und Eisenzaun, ehemaliger Fabrikant 4. Grabmal Voigtländer-Tetzner, 1880, Wandstelle mit kannelierten Säulen, ehemaliger Textilfabrikant im Schweizerthal 5. Erbbegräbnis Familie Kressner, Wandstelle – Sandstein mit Nische, segnendem Christus, Verdachung auf geschweiften Konsolen, Ende 19. Jahrhundert, Fabrikant im Schweizerthal 6. Erbbegräbnis des ehemaligen Bürgermeisters Dr. Roth, verstorben 1943, schlichter Stein mit Eisenzaun in sachlicher Gestaltung | 09232707 |
|                                         | Wohnhaus in Ecklage in offener Bebauung | Köbkestraße 1 (Goethestraße 40) (Karte)                                             | 1928 | Mit Laden, zeittypischer Putzbau über unregelmäßigem Grundriss, im traditionalistischen Stil, Schaufenster mit Spitzbogenabschluss, baugeschichtlich von Bedeutung, platzbildend | 09232522 |
| Weitere Bilder                          | Doppelwohnhaus in geschlossener Bebauung | Köbkestraße 3, 5 (Karte)                                                            | 1927 | | 09232711 |
| Weitere Bilder                          | Doppelwohnhaus in geschlossener Bebauung | Köbkestraße 7, 9 (Karte)                                                            | 1931 | | 09232712 |
| Direkt Bild zu diesem Denkmal hochladen | Villa mit Einfriedung | Köbkestraße 27 (Karte)                                                              | Um 1930 | | 09232709 |
| Direkt Bild zu diesem Denkmal hochladen | Villa | Köbkestraße 43 (Karte)                                                              | 1927 | Bauherr: Nürnberger | 09232710 |
| Direkt Bild zu diesem Denkmal hochladen | Mietshaus in Ecklage in offener Bebauung | Lindenstraße 53 (Karte)                                                             | Um 1925 | Mit Laden, baugeschichtlich von Bedeutung, ortsbildprägend | 09232663 |
|                                         | Wohnhaus in geschlossener Bebauung | Ludwig-Böttger-Straße 7 (Karte)                                                     | 1837 | | 09232717 |
| Weitere Bilder                          | Wohnhaus in geschlossener Bebauung, Tischlerei Greul | Ludwig-Böttger-Straße 9 (Karte)                                                     | Um 1800 | | 09232719 |
| Weitere Bilder                          | Mietshaus in Ecklage in geschlossener Bebauung | Marienstraße 37 (Karte)                                                             | Um 1910 | Mit Laden, baugeschichtlich von Bedeutung | 09232721 |
|                                         | Marktplatz (Sachgesamtheit) | Markt (Karte)                                                                       | 18. und 19. Jahrhundert (Marktplatz); 1864 (Heiste) | Sachgesamtheit Marktplatz, mit umgebender Wohn- und Geschäftshausbebauung mit Heisten; ursprünglicher Standort der sogenannten Stammhäuser, Bebauung aus dem 18. und 19. Jahrhundert, ortsgeschichtlich von Bedeutung | 09232722 |
|                                         | Wohnhaus in geschlossener Bebauung | Markt 4 (Karte)                                                                     | Um 1880 | Mit Laden, baugeschichtlich von Bedeutung, Bauherr nach Brand von 1876 Christian Gottlob Ahnert | 09232725 |
|                                         | Wohnhaus in Ecklage in geschlossener Bebauung | Markt 5 (Karte)                                                                     | 1842 | Mit Laden, baugeschichtlich von Bedeutung, Läden um 1890 eingebaut | 09232726 |
| Direkt Bild zu diesem Denkmal hochladen | Wohnhaus in geschlossener Bebauung und Hinterhaus | Markt 6 (Karte)                                                                     | Um 1840 | Mit Laden, baugeschichtlich von Bedeutung. Türgewände vorhanden, Laden verändert. | 09232727 |
|                                         | Wohnhaus in geschlossener Bebauung (Hansa-Haus) und Hinterhausbebauung | Markt 10 (Karte)                                                                    | Vor 1800 | Mit Laden, baugeschichtlich von Bedeutung | 09232729 |
| Weitere Bilder                          | Wohnhaus mit Hinterhaus in geschlossener Bebauung | Markt 11 (Karte)                                                                    | 1843 | | 09232730 |
|                                         | Ehemaliger Gasthof „Goldener Adler“, später Hotel mit Hinterhausbebauung | Markt 12 (Karte)                                                                    | Bezeichnet mit 1753 | Als ältester Gasthof der Stadt von großer stadtgeschichtlicher sowie baugeschichtlicher Bedeutung | 09232731 |
| Weitere Bilder                          | Wohn- und Geschäftshaus in Ecklage in geschlossener Bebauung | Markt 14 (Karte)                                                                    | 1893 | | 09232732 |
| Weitere Bilder                          | Wohn- und Geschäftshaus mit Hinterhausbebauung in geschlossener Bebauung | Markt 16 (Karte)                                                                    | 1871 | | 09232733 |
|                                         | Wohnhaus in geschlossener Bebauung | Markt 18 (Karte)                                                                    | Um 1815 | Mit Laden, baugeschichtlich von Bedeutung. Klassizistische Tür und Türgewände, ehemalige Bäckerei (laut alter Denkmalliste um 1760). | 09232734 |
|                                         | Wohnhaus in geschlossener Bebauung | Markt 19 (Karte)                                                                    | Um 1840 | Mit Laden, baugeschichtlich von Bedeutung | 09232735 |
|                                         | Wohnhaus mit Apotheke und Hinterhaus in geschlossener Bebauung | Markt 21 (Karte)                                                                    | Um 1840 | | 09232736 |
|                                         | Fabrikantenvilla mit angebautem Fabrikgebäude (Handschuhfabrik Hermann Hertel) | Mittweidaer Straße 5 (Karte)                                                        | Um 1900 | Handschuhfabrik Hermann Hertel, Textilherstellungstradition Burgstädts stehende Fabrik des ausgehenden 19. Jahrhunderts, baugeschichtlich, ortsgeschichtlich und wirtschaftsgeschichtlich von Bedeutung. - Villa: zweigeschossig, massiv, Porphyrsockel, umlaufendes Gurtgesims, Dach mit Aufbauten, Fenstergewände aufwendig gestaltet, verputzt (verändert), einfache Innenausstattung wahrscheinlich, saniert - Anbau des Produktionsgebäudes: zweigeschossig, Mansarddach, sechsachsig, verputzt, massiv, umlaufendes Gurtgesims in gleicher Höhe wie in der Villa, Fenster gleichartig gestaltet, beide Gebäudeteile Dachpappenziegel schwarz | 09232738 |
|                                         | Fabrikantenvilla mit angebautem Fabrikgebäude (Appreturanstalt Johann Ernst Friedrich Tümmler) | Mittweidaer Straße 6 (Karte)                                                        | Um 1890 | Produktionsstandort in der Stadterweiterung um 1900, baugeschichtlich und ortsgeschichtlich von Bedeutung. - Villa: zweigeschossig, massiv, verputzt, Balkon, Mittelrisalit, im zweiten Obergeschoss Fenster mit Balkenabschluss - Fabrikanbau: zweigeschossig, massiv, verputzt | 09232739 |
| Weitere Bilder                          | Kontor und Fabrikationsgebäude (ehemalige Fabrik gestrickter Baby-Artikel und Kleinkinder-Bekleidung S. G. Seifert) | Mittweidaer Straße 7 (Karte)                                                        | 1905 (Fabrikgebäude); um 1915 (Kontorgebäude) | Gebäudekomplex der Textilproduktion von stadtgeschichtlicher und technikgeschichtlicher Bedeutung. Der Fabrikkomplex ist denkmalfähig auf Grund seines baugeschichtlichen, künstlerischen und stadtgeschichtlichen Wertes. Fabrik roter Klinker, im Erdgeschoss des Kontor- und Verwaltungsgebäudes war wahrscheinlich der Versand. | 09232740 |
| Weitere Bilder                          | Frauenklinik: ehemalige Villa mit Einfriedung und Nebengebäude | Mittweidaer Straße 9 (Karte)                                                        | 1900 | | 09232741 |
| Direkt Bild zu diesem Denkmal hochladen | Wohn- und Verwaltungsgebäude | Mittweidaer Straße 23 (Karte)                                                       | Um 1915 | | 09232742 |
| Direkt Bild zu diesem Denkmal hochladen | Wohnhaus in offener Bebauung | Mittweidaer Straße 25 (Karte)                                                       | 1908 | Zeittypisches Wohnhaus in gutem Originalzustand. Denkmalwert: wissenschaftliche und künstlerische Bedeutung. Durch ungenehmigte Sanierung Denkmalwert aus Sicht der Unteren Denkmalschutzbehörde eingeschränkt. | 09233948 |
| Weitere Bilder                          | Meilenstein | Mittweidaer Straße 31 (bei) (Karte)                                                 | Nach 1858 | Königlich-Sächsischer Meilenstein, Halbmeilenstein mit Krone, später Flurgrenzstein, verkehrsgeschichtlich von Bedeutung. Sandstein, mit Krone auf einer Seite, auf anderer Seite Krone abgebrochen/entfernt. | 09232743 |
| Weitere Bilder                          | Wohnhaus und Seitengebäude, ehemalige Ausspanne (Postgut) | Mohsdorfer Straße 13 (Karte)                                                        | 1721 (Wohnhaus); 1811 (Seitengebäude) | 2005 Wohnhaus denkmalgerecht saniert, Seitengebäude unsaniert und verfallen | 09232744 |
| Weitere Bilder                          | Ehemalige Destillation (Bierverlag Wilhelm Bauer), heute Wohnhaus | Mohsdorfer Straße 16 (Karte)                                                        | Um 1850 | Fenster- und Türgewände erhalten | 09232745 |
| Weitere Bilder                          | Villa und Fabrikgebäude sowie Gartenpavillon (ehemals Firma Ranke & Rebske sowie Firma Rudolf Rebske) | Mohsdorfer Straße 18 (Karte)                                                        | 1887 (Fabrikgebäude); 1887–1889 (Fabrikantenvilla) | Klinkerbauten in historistischen Formen, Klinker- und Sandsteingliederungen, Fabrikgebäude teils nachträglich verputzt, ortsentwicklungsgeschichtliche, industriegeschichtliche und baugeschichtliche Bedeutung | 09232746 |
| Direkt Bild zu diesem Denkmal hochladen | Wohnhaus in offener Bebauung, mit Einfriedung | Mohsdorfer Straße 27 (Karte)                                                        | Um 1890 | | 09232747 |
| Weitere Bilder                          | Wohnhaus in Ecklage in geschlossener Bebauung | Rathausgasse 1 (Karte)                                                              | Um 1800 | Mit Laden, baugeschichtlich von Bedeutung | 09232751 |
| Weitere Bilder                          | Wohnhaus (ehemaliges Albertinum, Böttgerhaus) | Rochlitzer Straße 2 (Karte)                                                         | 1656/1661 | Ehemals Textilmanufaktur, später Schule, dann Bürgerhaus, Putzbau mit hohem Mansarddach, nördlich jüngere Erweiterungsbauten, baugeschichtliche, wirtschaftsgeschichtliche, kulturgeschichtliche und sozialgeschichtliche Bedeutung. Der imposante Barockbau mit hohem Mansarddach reicht in seiner Substanz ins späte 17. Jahrhundert zurück (1656–1671), diente im 18. und 19. Jahrhundert der Textilproduktion im Manufakturbetrieb, war ab 1857 Domizil der Knabenschule „Albertinum“ und später bürgerliches Wohnhaus. Mit der Schulfunktion waren offensichtlich Erweiterungsbauten auf der Nordseite verbunden. Den herausgehobenen Denkmalwert bestimmen baukünstlerische Elemente der barocken Baugestalt und Baustruktur, qualitätsvolle Zeugnisse historistischer Innenraumgestaltungen sowie der historische Aussagewert als frühere Textilmanufaktur, als Schulgebäude und im 20. Jahrhundert u. a. als Ort einer der damals modernsten Arztpraxen in Sachsen. Das Gebäude ist somit ein Kulturdenkmal aus baugeschichtlichen, wirtschaftsgeschichtlichen, kulturgeschichtlichen und sozialgeschichtlichen Gründen. Insbesondere als Dokument der Textilindustrie verweist das Objekt auf Sachsens Geschichte und Bedeutung als ehemals deutschlandweit wichtiges Zentrum der Textilherstellung. In seiner späteren Funktion als Schulgebäude ist es verbunden mit dem Wirken von Persönlichkeiten, die auf literarischem und pädagogischem Gebiet im 19. Jahrhundert publizistisch hervortraten (Xavier Ducotterd, Karl Heinrich Fritsche, Alexander Bruno Hanschmann). Unter diesen Aspekten erlangt das Objekt einen überregionalen Denkmalwert und trägt zum nationalen Kulturerbe bei. | 09232752 |
| Weitere Bilder                          | Wohnhaus | Rochlitzer Straße 7 (Karte)                                                         | 1875/1876 | Putzfassade mit Putz- und Natursteingliederungen in Formen der Neurenaissance, ortsentwicklungsgeschichtliche Bedeutung | 09232754 |
| Direkt Bild zu diesem Denkmal hochladen | Wohnhaus in offener Bebauung mit Einfriedung | Schillerstraße 4 (Karte)                                                            | Um 1905 | | 09232755 |
| Direkt Bild zu diesem Denkmal hochladen | Wohnhaus in offener Bebauung | Schillerstraße 13 (Karte)                                                           | 1888–1889 | | 09232756 |
| Direkt Bild zu diesem Denkmal hochladen | Wohnhaus in offener Bebauung mit Einfriedung | Schillerstraße 17 (Karte)                                                           | Um 1905 | | 09232757 |
| Weitere Bilder                          | Wohnhaus in offener Bebauung mit Einfriedung | Schillerstraße 34 (Karte)                                                           | Um 1905/1910 | | 09232758 |
| Weitere Bilder                          | Villa | Straße der Deutschen Einheit 7 (Karte)                                              | Um 1880 | | 09232761 |
| Weitere Bilder                          | Villa | Straße der Deutschen Einheit 9 (Karte)                                              | Um 1900 | | 09232762 |
| Weitere Bilder                          | Wohn- und Geschäftshaus in Ecklage in geschlossener Bebauung | Straße der Deutschen Einheit 25 (Karte)                                             | 1900 | | 09232763 |
|                                         | Ehemaliges Kaufhaus Hertel | Straße der Deutschen Einheit 29 (Karte)                                             | 1927 | | 09232764 |
|                                         | Wohnhaus in geschlossener Bebauung | Straße der Deutschen Einheit 39 (Karte)                                             | Um 1880 | Mit Laden, baugeschichtlich von Bedeutung, originale Haustür | 09232766 |
| Weitere Bilder                          | Wohnhaus in geschlossener Bebauung | Straße der Deutschen Einheit 47 (Karte)                                             | Um 1880 | | 09232767 |
| Weitere Bilder                          | Turnhalle | Vater-Jahn-Straße 3 (Karte)                                                         | Um 1905 | Zeittypischer Zweckbau von baugeschichtlichem Wert. Zweigeschossiger Putzbau auf kreuzförmigem Grundriss mit Klinkerlisenen, -pilastern, -ausgleichsbogen, -friesen und -bändern, Kopfbau flankiert von je einem turmartig ausgebildeten Seitenrisalit mit Pyramidenhelm, Turnhalle mit Krüppelwalmdächern, Haustür original: zweiflügelig mit Glaseinsätzen und Ziergittern, Fenster erneuert, Fensteröffnungen teilweise verkleinert. | 09247877 |

## Mohsdorf
| Bild                                    | Bezeichnung                                                                            | Lage                           | Datierung                 | Beschreibung | ID       |
| --------------------------------------- | -------------------------------------------------------------------------------------- | ------------------------------ | ------------------------- | --- | -------- |
| Weitere Bilder                          | Eisenbahnbrücke über die Chemnitztalstraße und den Chemnitzfluss sowie Eisenbahntunnel | Chemnitztalstraße (Karte)      | 1900–1901                 | Zeittypische Ingenieurbauten der Bahnstrecke Wechselburg–Küchwald (6633, sä. WbC; Chemnitztalbahn, Sandbahn) aus der Erbauungszeit der Strecke von verkehrsgeschichtlicher und regionalgeschichtlicher Bedeutung. - Chemnitzbrücke km 9,278: nach dem Mohsdorfer Tunnel in Richtung Wechselburg, Betonbrücke mit zwei Bögen, Länge 59,03 m, Höhe 5,4 m, Breite 4 m, erbaut 1900–1901 - Mohsdorfer Eisenbahntunnel zwischen km 9,278 und 9,586: Länge 222,10 m, Höhe 5,6 m, Breite 5,8 m, erbaut 1900–1901 durch die Fa. Seim & Riedel, Freiberg, vermauert Eisenbahnstrecke Wechselburg–Küchwald (Streckenkürzel WbC), auch als Chemnitztalbahn, Flusstalbahn oder Sandbahn bezeichnet, sächsische Nebenbahn, eröffnet 1902, verlief von Wechselburg (dort Anschluss an die 1875 bis 1877 eröffnete Bahnstrecke Glauchau–Wurzen) im Chemnitztal nach Chemnitz-Küchwald, Hauptzweck war der Anschluss der zahlreichen im 19. Jahrhundert entlang der Chemnitz entstandenen Fabriken an das sächsische Eisenbahnnetz, seit 2002 stillgelegt. | 09302228 |
| Weitere Bilder                          | Zwei Eisenbahnbrücken, Querung der Chemnitz                                            | Chemnitztalstraße (Karte)      | 1900–1902                 | Fachwerkbrücke auf Betonpfeilern aus der Erbauungszeit der Strecke von verkehrsgeschichtlicher und regionalgeschichtlicher Bedeutung. - Chemnitzbrücke km 10,259: Fachwerk auf Betonpfeilern, 67,20/4,4/7,1, erbaut 2. November 1900 bis 28. Juni 1902, Bauleitung Ing. Fritzsche, Parallelfachwerk mit unten liegender Fahrbahn, seitlicher Gehweg ursprünglich mit Holzbohlenabdeckung - Chemnitzbrücke km 10,450: Fachwerk auf Betonpfeilern, 60,0/3,9/4,9, erbaut 1900–1902 | 09302227 |
|                                         | Sachgesamtheit Spinnerei C.A. Tetzner & Söhne                                          | Chemnitztalstraße 5, 7 (Karte) | Seit 1849                 | Sachgesamtheit Spinnereianlage im Chemnitztal, bestehend aus alter Anlage mit Kontor-, Fabrik- und Wirtschaftsgebäude (direkt am Ufer der Chemnitz stehend), alle noch erhaltenen Teile sind Sachgesamtheitsteile; Teile einer Anlage von großer ortsgeschichtlicher Bedeutung. Firma 1811 gegründet durch Tauraer Müller Bräunig als Spinnerei, seit 1849 Burgstädter Fa. C.A. Tetzner & Söhne, 1854 Neu-Schweizertal hinzugefügt, 1856 von Burgstädt auch Garnlager, Garn- und Wollfärberei nach Schweizertal verlegt, 1869 auch Kontor hierher verlegt. Neueres Fabrikgebäude (Klinkerbau) zwischen 2011 und 2016 abgerissen. | 09233377 |
| Direkt Bild zu diesem Denkmal hochladen | Villa                                                                                  | Chemnitztalstraße 18 (Karte)   | 2. Hälfte 19. Jahrhundert | Architektonisch anspruchsvoller Putzbau in gutem Originalzustand von baugeschichtlicher und ortsgeschichtlicher Bedeutung, Mittelrisalit, Balkon | 09233380 |
| Direkt Bild zu diesem Denkmal hochladen | Stallgebäude mit Oberlaube eines Vierseithofes                                         | Dorfstraße 41 (Karte)          | 18. Jahrhundert           | | 09233373 |
| Direkt Bild zu diesem Denkmal hochladen | Wohnhaus                                                                               | Dorfstraße 49 (Karte)          | Um 1800                   | Fachwerk-Obergeschoss, Satteldach | 09233375 |
| Direkt Bild zu diesem Denkmal hochladen | Seitengebäude eines Bauernhofes                                                        | Steiler Weg 5 (Karte)          | Um 1800                   | Landschaftstypischer Fachwerkbau, heimatgeschichtliche Bedeutung | 09233376 |

## Ehemalige Denkmäler

### Ehemalige Denkmäler (Burgstädt)
| Bild                                    | Bezeichnung                                                          | Lage                                    | Datierung                             | Beschreibung | ID       |
| --------------------------------------- | -------------------------------------------------------------------- | --------------------------------------- | ------------------------------------- | --- | -------- |
| Direkt Bild zu diesem Denkmal hochladen | Wohnhaus in geschlossener Bebauung                                   | August-Bebel-Straße 9 (Karte)           | Bezeichnet mit 1801 (im Schlussstein) | Zeittypischer Putzbau von baugeschichtlichem Wert, Türgewände und Haustür original. - Wohnhaus: Spätbarockes, kleinstädtisches Wohnhaus, um 1800 erbaut. Zweigeschossiger verputzter Ziegelbau über längsrechteckigem Grundriss mit Fenstergewänden mit einer Hohlkehle aus Rochlitzer Porphyrtuff im Erdgeschoss und einfachen Sohlbänken im Obergeschoss, Hauseingang seitlich mit Stichbogenportal mit Schlussstein „S...1801“, ebenfalls Rochlitzer Porphyrtuff, Abschluss durch Krüppelwalmdach, Hinterhaus jünger, aber Bestandteil des Denkmales - Im Inneren: Haus unterkellert mit einem tonnengewölbten Keller aus Bruchstein, im Erdgeschoss durchgehender Hausflur, links kleiner Raum, vermutlich ursprünglich Laden, danach Treppenaufgang, rechts zwei Stuben, alle Fensteröffnungen mit Korbbogenlaibungen, Obergeschoss ähnlich mit Stuben beiderseits des Hausflurs, im Haus historische Kassettentüren und Brettertüren mit altem Beschlagwerk, Kehlbalkendach mit teils mittlerer Fachwerkwand, zumeist bauzeitlicher Bestand, im Obergeschoss vermutlich ehemalige Fachwerkaußenwände im 19. Jahrhundert massiv ersetzt (dort Fensteröffnungen mit Segmentbogenabschluss). - Denkmalwert: baugeschichtlicher und sozialgeschichtlicher Wert als Dokument des Bauhandwerkes und der Lebensbedingungen des frühen 19. Jahrhundert, denkmalwürdig auf Grund seiner Authentizität und der Tatsache, dass das Gebäude eines der wenigen original erhaltenen Gebäude dieser Bauzeit im Straßenzug ist Zwischen 2016 und 2018 abgerissen. | 09232608 |
| Weitere Bilder                          | Wohnhaus und Hinterhaus in geschlossener Bebauung                    | Brühl 7 (Karte)                         | Vor 1800                              | Zwischen 2017 und 2022 aus der Denkmalliste gestrichen | 09232621 |
| Direkt Bild zu diesem Denkmal hochladen | Wohnstallhaus, Seitengebäude und Tor eines Vierseithofes             | Burkersdorfer Straße 96 (Karte)         | Ende 18. Jahrhundert                  | Zwischen 2022 und 2024 aus der Denkmalliste gestrichen | 09232629 |
| Weitere Bilder                          | Ehemaliges Bahnwärterhaus mit Nebengebäude                           | Gückelsbergstraße 184 (Karte)           | Um 1900                               | Typisches Funktionsgebäude der Strecke Neukieritzsch–Chemnitz (6385, sä. KC), verkehrsgeschichtlich von Bedeutung. Ortsausgang Burgstädt, oberhalb Mohsdorf nach Flurstück Nummer 81. Zwischen 2017 und 2022 aus der Denkmalliste gestrichen. | 09232615 |
|                                         | Ehemaliges Fabrikgebäude mit Garten und Einfriedung, später Wohnhaus | Gustav-Wolf-Straße 8 (Karte)            | 1770–1775                             | Frühes Industriegebäude von industriegeschichtlicher, stadtgeschichtlicher und baugeschichtlicher Bedeutung. Als frühes Industriegebäude, welches in sehr gutem Originalzustand erhalten blieb, kommt diesem Gebäude eine große stadtgeschichtliche sowie industriegeschichtliche und baugeschichtliche Bedeutung zu. - Fabrikgebäude: Zwischen 1770 und 1775 erbaut, Bauherr Fabrikant Tetzner. Im Gebäude sollte eine Zwirnerei betrieben werden. 1919 zum Wohnhaus durch die Stadtverwaltung von Burgstädt ausgebaut, Zweigeschossiger breitgelagerter Putzbau, 10 × 3 Achsen, Erdgeschoss Bruchsteinmauerwerk mit Eckquaderung aus Porphyrtuff, Fenstergewände mit Hohlkehlung ebenfalls Rochlitzer Porphyrtuff, schlichtes Türportal, teils erneuert mit zweiflügeliger Haustür mit Glaseinsätzen und Ziervergitterung aus der Umbauphase, Obergeschoss Ziegelmauerwerk verputzt, große Rechteckfenster bauzeitlich (Umbauphase) mit Winterfenstern, profiliertes Gurtgesims und aufgeputztes Gesims im Traufbereich, Hoftraufseite Treppenhausanbau 19. Jahrhundert bzw. auch von 1919. - Im Inneren großer Hausflur mit Steinplattenbelag und böhmischem Kappengewölbe auf Gurtbögen, ein Teil der Räume im Erdgeschoss ebenfalls mit Kreuzgratgewölbe, links des Flures mehrere Räume mit tiefen Fensterlaibungen, welche durch Segmentbögen abschließen, im Bereich der Fenster Ziegelmauerwerk, im Hausflur kleine Tür zum Keller, dreiläufige Treppe mit zwei Absätzen, im Obergeschoss spätere Wohnungstüren, Obergeschoss vermutlich Mitte 19. Jahrhundert bzw. 1919 grundlegend umgebaut, aus dieser Zeit alle Zimmertüren erhalten, in einem Raum originale Fenster aus Umbauphase, ins Dachgeschoss führt eine großzügige dreiläufige abgewendelte Porphyrtreppe mit Geländer (Mitte 19. Jahrhundert), Dachstuhl Kehlbalkendach mit Drempel. - Garten: mit zwei großen alten Bäumen, im unteren Bereich des Gartens Obstbäume, im Hof Ahornblättriger Platanus Hispanika - Einfriedungsmauer: mit Eisenzaun entlang der Gasse Zwischen 2016 und 2018 abgerissen. | 09232688 |
| Direkt Bild zu diesem Denkmal hochladen | Villa                                                                | Straße der Deutschen Einheit 2a (Karte) |                                       | | 09300393 |

### Ehemalige Denkmäler (Mohsdorf)
| Bild                                    | Bezeichnung                        | Lage                         | Datierung                 | Beschreibung                      | ID       |
| --------------------------------------- | ---------------------------------- | ---------------------------- | ------------------------- | --------------------------------- | -------- |
| Direkt Bild zu diesem Denkmal hochladen | Ehemaliges Gasthaus „Schweizertal“ | Chemnitztalstraße 16 (Karte) | 2. Hälfte 19. Jahrhundert | Zwischen 2016 und 2018 abgerissen | 09233379 |

## Tabellenlegende
- Bild: Bild des Kulturdenkmals, ggf. zusätzlich mit einem Link zu weiteren Fotos des Kulturdenkmals im Medienarchiv Wikimedia Commons. Wenn man auf das Kamerasymbol klickt, können Fotos zu Kulturdenkmalen aus dieser Liste hochgeladen werden:
- Bezeichnung: Denkmalgeschützte Objekte und ggf. Bauwerksname des Kulturdenkmals
- Lage: Straßenname und Hausnummer oder Flurstücknummer des Kulturdenkmals. Die Grundsortierung der Liste erfolgt nach dieser Adresse. Der Link (Karte) führt zu verschiedenen Kartendiensten mit der Position des Kulturdenkmals. Fehlt dieser Link, wurden die Koordinaten noch nicht eingetragen. Sind diese bekannt, können sie über ein Tool mit einer Kartenansicht einfach nachgetragen werden. In dieser Kartenansicht sind Kulturdenkmale ohne Koordinaten mit einem roten bzw. orangen Marker dargestellt und können durch Verschieben auf die richtige Position in der Karte mit Koordinaten versehen werden. Kulturdenkmale ohne Bild sind an einem blauen bzw. roten Marker erkennbar.
- Datierung: Baubeginn, Fertigstellung, Datum der Erstnennung oder grobe zeitliche Einordnung entsprechend des Eintrags in der sächsischen Denkmaldatenbank
- Beschreibung: Kurzcharakteristik des Kulturdenkmals entsprechend des Eintrags in der sächsischen Denkmaldatenbank, ggf. ergänzt durch die dort nur selten veröffentlichten Erfassungstexte oder zusätzliche Informationen
- ID: Vom Landesamt für Denkmalpflege Sachsen vergebene, das Kulturdenkmal eindeutig identifizierende Objekt-Nummer. Der Link führt zum PDF-Denkmaldokument des Landesamtes für Denkmalpflege Sachsen. Bei ehemaligen Kulturdenkmalen können die Objektnummern unbekannt sein und deshalb fehlen bzw. die Links von aus der Datenbank entfernten Objektnummern ins Leere führen. Ein ggf. vorhandenes Icon  führt zu den Angaben des Kulturdenkmals bei Wikidata.

## Ausführliche Denkmaltexte
1. ↑  Waldfriedhof Burgstädt (Sachgesamtheit):
  - Bauliche Schutzgüter:
    - Einfriedung: Jägerzaun aus Holz
    - Erschließung:
      - Wegesystem: alle Wege mit wassergebundener Decke
      - Hauptwege: zentrale Wegeachse von Osten nach Westen, Verlängerung der Friedhofsstraße, im Osten vomFriedhofstor ausgehend, Friedhofskapelle in der Achse gelegen
      - Nebenwege: geschwungene Wege beiderseits des Hauptweges

    - Zugang: im Osten Friedhofstor
    - Wasserelemente: zwei Wasserbecken aus Beton beiderseits der Kapelle

  - Vegetation: waldartiger Baumbestand
    - Alleen: Allee aus ehemals geschnittenen Winter-Linden (Tilia cordata) entlang der zum Friedhof führenden Friedhofsstraße, westlich der Friedhofskapelle entlang des Hauptweges Allee aus geschnittenen Winter-Linden (Tilia cordata) sowie im westlichsten Abschnitt aus Sommer-Linden (Tilia platiphyllos)
    - Hecken und Sträucher: zum Teil geschnittene Hainbuchenhecken (Carpinus betulus) entlang der Wege, Rhododendren westlich der Friedhofskapelle

  - Sonstige Schutzgüter:
    - Blickbeziehung: Lage auf Bergkuppe, dadurch reizvoller Blick von der Lindenallee am Hauptweg nach Westen in die Landschaft, im südlichen Bereich Durchblicke zur Kirche

  - Denkmalwert: Anlage in sehr gutem Erhaltungs- und Pflegezustand, von hoher gartenkünstlerischer Qualität
2. ↑  Einzeldenkmale der Sachgesamtheit Waldfriedhof Burgstädt:
  - Grabmale:

  1. Familiengrab Emil Reichel: vermutlich 1914, Grabwand mit Einfriedung für Karl Emil Reichel und dessen Familie, Lage nahe dem Eingang und der Friedhofskapelle linker Friedhofsseite
  2. Familiengrab Ahnert und Beyer: vermutlich um 1920, Grabwand aus schwarzem Granit mit zeittypischer Bauornamentik und Einfriedung, Lage linke Friedhofsseite nahe Eingang und Friedhofskapelle
  3. Familiengrab Hempel: 1914, Grabwand schwarzer Granit mit kannelierten Säulen, Lage linke Friedhofsseite nahe Eingang und Kapelle
  4. Familiengrab Hermann Hertel: 1919, Grabwand aus Rochlitzer Porphyrtuff für den Handschuhfabrikanten Hermann Fürchtegott Hertel und dessen Familie, Lage südlich der Friedhofskapelle linke Friedhofshälfte
  5. Familiengrab Louis Krußig: 1945, Grabwand aus schwarzem Granit sowie Einfriedungspfosten, stilistisch noch der Vorkriegszeit verpflichtet, Lage südwestlich der Friedhofskapelle
  6. Grabkreuz: ohne Namen und Datierung, Granitkreuz grob behauen mit Dornenkranz (eventuell Galvano), gehörte vermutlich zu Grabanlage aus Anlagezeit des Friedhofes
  7. Grabfeld für Opfer des Zweiten Weltkrieges: einfache Grabkreuze für 23 Bürger der Stadt, verstorben am 14. und 15. April 1945 (vermutlich Bombenopfer), Lage westlich der Kapelle neben dem Brunnen

  - Bauwerke/Einzeldenkmale:
    - Friedhofskapelle: 1911, architektonisch anspruchsvoll gestalteter durch den Jugendstil geprägter Putzbau mit Porphyrtuffelementen. Ausstattung – so Lampen und Farbglasfenster – Jugendstil.
    - Friedhofstor: Steinbogen verputzt mit Porphyrtuffverzierungen. Die Friedhofstraße führt direkt zum zentral angeordneten Tor und der ebenfalls zentral angeordneten Friedhofskapelle.

  - Friedhofsgestaltung: Baumallee entlang der zum Friedhof führenden Friedhofsstraße, geschwungene Wege sowie zentrale Achse, sandgeschlemmte Wege, in sich abgeschlossene Grabfelder teilweise kreisförmig angelegt, Wegeinfassungen teilweise mit Hainbuchenhecken, in Großgrün (Linde, Birke, Nadelgehölze) eingebettete Anlage, prägend wirken die aus der Anlagezeit stammenden Rhododendren, beiderseits der Kapelle befinden sich zwei Wasserbecken sowie zwei Aussichtsplätze mit Treppen. Die gärtnerische Anlage blieb in gutem Originalzustand erhalten. In Westsachsen gibt es kaum Anlagen gleicher Entstehungszeit und in vergleichbarer gartenkünstlerischer Qualität.
3. ↑  Mühlengebäude:

Das in dieser Form bemerkenswerter Weise von 1945 bis 1946 errichtete Mühlengebäude zeigt den üblichen Aufbau einer Getreidemühle mit Transmissionskeller, Mahlboden oder Walzenstuhlboden, Rohrboden, Sichterboden, Schleusenboden und Dachboden. Es ist am seitlichen Siloturm mit 1906 und 1946 bezeichnet. Bis 1945 stand an der Stelle eine Fachwerkmühle, die 1906 von den Enghardts erworben wurde. Die Technik, deren ältesten Teile aus der Zeit um 1906 stammen können, hat sich vollständig erhalten. Im Transmissionskeller befindet sich die Haupttransmission. Auf dem Walzenstuhlboden im Erdgeschoss stehen sechs Walzenstühle und eine Quetsche der Firma Grosse aus Lohmen. Die helleren Stühle wurden 1945–1946 aufgestellt, während die dunkleren aus der Zeit um 1930 stammen sollen. Hinzu kommt ein Mahlgang mit Verbindungsstück, ebenfalls von Grosse. Der Rohrboden (erstes Obergeschoss) zeigt wesentliche Teile des Gebläses (pneumatische Passagenförderung oder Pneumatik für Vermahlung), eine Verteilerschnecke oder Mehlschnecke, eine Griesputzmaschine aus Pardubice von 1979, eine (liegende) Kleieschleuder aus Zittau von 1967 sowie Mischmaschinen, eine von Kählitz & Lübcke, Leipzig-Eutritzsch (unteren Enden reichen in den Walzenstuhlboden). Auf dem Sichterboden befinden sich zwei Plansichter um 1965, eine weitere, nicht mehr genutzte Quetsche der Chemnitzer Mühlenbauanstalt und Maschinenfabrik Max Kaermssen, zwei Vertikalmischer und ein Aspirateur des VEB Mühlenbau Dresden von 1965. Auf dem Schleusenboden domieren mehrere Reinigungsmaschinen, ein Filterschrank der Firma Grosse (Logo Gegrolo) und die markanten Abscheider (Zyklone?), die das Mahlgut von der Transportluft trennen. Der Boden heißt Schleusenboden, weil man die dort befindlichen Abscheider auch Schleusen nennt. Auf dem Dachboden (Spitzboden) stehen die Zugmaschine und das Schwungrad des Bremsfahrstuhls. Über alle Etagen des Mühlentraktes erstrecken sich der Bremsfahrstuhl, die Elevatoren und das Gebläse. Die Elevatoren enden im Keller mit ihren Füßen und auf dem Schleusenboden mit ihren Köpfen. Eine Besonderheit bildet der Drehrohrverteiler auf dem Siloboden.

Das im gleichen Stil angebaute Müllerwohnhaus ist mit Sicherheit auch 1945–1946 entstanden.

Bei der Enghardt-Mühle handelt es sich, im Vergleich zum Ursprungsbestand, um eine der wenigen noch vollständig erhaltenen historischen Getreidemühlen Sachsens. Erstaunlich sind die Entstehungszeit 1945–1946 kurz nach dem Zweiten Weltkrieg und die Gestaltung, welche mit expressionistischen Fassadenelementen eher an die Architektur um 1925 erinnert. Die Technik mit all ihren Müllereiaggregaten veranschaulicht wirkungsvoll die Funktionsweise einer Mahlmühle. Die Griesputzmaschine aus dem tschechischen Pardubice ist eine Rarität, auch der Drehrohrverteiler besitzt Seltenheitswert. Die unterschiedlichen Aggregate bilden die Entwicklung der Müllereimaschinen in gut 80 Jahren ab, auch der Schritt von den Becherwerken (Elevatoren) hin zum Gebläse, besser deren gleichzeitige Nutzung (wie in der Wauermühle Lohmen) wird deutlich. Abgesehen davon erinnern sie an die vielen sächsischen Firmen (in Chemnitz, Dresden, Lohmen, Zittau usw.), welche Technik für Mühlen hergestellt haben.
  - Technische Ausstattung: größtenteils um 1945/46 sowie ältere Teile aus der Zeit um 1930 und Gründungszeit der Mühle um 1906, z. B. der Mahlgang
    - Erdgeschoss/Walzenstuhlboden:
      - Walzenstühle der Firma Grosse, Lohmen in Sachsen, um 1930 und nach 1945
      - Mahlgang: mit Mahlsteingang, um 1920 oder früher
      - alter Quetschstuhl: Firma Grosse aus Lohmen in Sachsen, um 1900

    - 2. Etage/Rohroben:
      - Mischmaschine und Waage, stehende Mischmaschinen für Kleie und Schrot

    - 3. Etage/Sichterboden: 
      - Quetsche aus der Chemnitzer Mühlenbauanstalt und Maschinenfabrik „Max Kaermssen“ mit Transmissionen, um 1900, nicht mehr im Gebrauch
      - stehende Mischmaschine: Schnecke im Inneren

    - 4. Etage/Schleusenboden
      - Elevatorköpfe, Reinigungsmaschine (Trieur), Keulenauslöser (?), alter Filterschrank von der Firma Gebr. Grosse aus Lohmen, vermutlich um 1930–1945
      - Zyklone (Abscheider) zur Trennung des Mahlgutes von der Transportuft, 1968
      - Aspirateur (Reinigungsmaschine), Reinigung mit Luft und Sieben

    - Büro: Möbelausstattung um 1940
4. ↑  Kontor und Fabrikationsgebäude (Mittweidaer Straße 7):

1904 beantragte der Burgstädter Kaufmann Friedrich Oskar Seifert den Bau einer Textilfabrik, der 1905 fertiggestellt wurde. Die Bauakten belegen eine rege Bautätigkeit auf dem Gelände der Seifertschen Fabrik. Diese Maßnahmen führten jedoch nicht zu wesentlichen Veränderungen des äußeren Erscheinungsbildes dieses Fabrikationsgebäudes.

Der viergeschossige Klinkerbau mit hohem Sockelgeschoss wird durch die regelmäßige Anordnung der Fensterachsen sowie der Fassadengliederungselemente geprägt. Durch Pilaster werden die Segmentbogenfenster zu Gruppen von zwei bzw. drei Fenstern zusammengefasst. Nicht zuletzt durch die beiden Seitenrisalite wird die Symmetrie des Bauwerkes hervorgerufen. Beide Risalite werden durch waagerechte Blendmauern bekrönt. Durch Fensterbankgesimse werden die Stockwerke optisch voneinander getrennt. Das Kranzgesims wird durch Kragsteine gestützt. Die Fassade wurde mit roten Klinkern verblendet, während die Gliederungselemente der Fassade (z. B. Gesimse, Kragsteine, Pilaster) mit gelben Klinkern ausgebildet wurden. Dieses reizvolle Farbenspiel prägt das Erscheinungsbild des Gebäudes maßgeblich.

Durch die beschriebenen Gestaltungselemente entstand ein gut proportionierter, harmonisch wirkender Baukörper, der die charakteristischen Gestaltungsmerkmale historistischer Fabrikarchitektur aufweist. Die künstlerische Bedeutung dieses Fabrikgebäudes wird begründet durch die schöpferische Anwendung traditioneller Bauformen (Stilformen des Historismus), die ausgewogenen Proportionen des Baukörpers und dessen konsequente Fassadengliederung. Dieses Bauwerk ist nicht allein ein Zweckbau, vielmehr verkörpert er das Repräsentationsbedürfnis seiner Besitzer und wird zum Beleg der rasch fortschreitenden Industrialisierung um die Jahrhundertwende.

Baugeschichtlich bedeutsam ist das Fabrikgebäude auf Grund seines hervorzuhebenden Originalzustandes. Dieses Gebäude ist ein charakteristisches Beispiel historistischer Fabrikarchitektur Deutschlands. Zugleich dokumentiert dieser Betrieb ebenso wie die wenigen noch original erhaltenen Industriebauten Burgstädts aus der Zeit der Jahrhundertwende die Industriegeschichte des Ortes. Besonders durch den Eisenbahnanschluss der Stadt in der zweiten Hälfte des vergangenen Jahrhunderts kommt es zu einem enormen industriellen Aufschwung in Burgstädt, der auf Grund des gestiegenen Arbeitskräftebedarfes der neuen Fabriken auch zum Wachstum der Stadt führte. Das heutige Stadtbild Burgstädts wird nicht unwesentlich durch diese Entwicklungsperiode bestimmt. Die Seifertsche Textilfabrik gehörte dabei zu den größten Burgstädter Betrieben, wie der Vergleich mit den ortsansässigen Betrieben verdeutlicht.

Das Fabrikgebäude ist auch denkmalwürdig. Das öffentliche Erhaltungsinteresse wird vor allem durch den wissenschaftlich-dokumentarischen Wert bestimmt. Auf Grund seines guten Originalzustandes wird das Gebäude zum Zeugnis der Industrie- und Stadtgeschichte Burgstädts. Weiterhin ist die ehemalige Fabrik städtebaulich bedeutsam auf Grund seiner dominanten Lage an einer der wichtigen Hauptstraßen der Stadt sowie auf Grund seiner Kubatur und Gestaltung.
5. ↑  Villa und Fabrikgebäude sowie Gartenpavillon (Mohsdorfer Straße 18):

1887–1889 errichtete Emil Keller im Erweiterungsgebiet nordöstlich des historischen Stadtkerns ein kleines Fabrikanwesen, bestehend aus dem villenartigen Wohnhaus und dem Gebäude für seine Appreturanstalt. Für Planung und Ausführung war der Maurermeister A. Vettermann verantwortlich. Die malerisch, im Stile des Späthistorismus gestalteten Bauten haben gelbe Klinkerfassaden mit Klinker- und Sandsteingliederungen. Besonders das Wohnhaus zeigt in seiner abwechslungsreichen Baukörpergestaltung mit Turm, Erkern sowie zahlreichen Vor- und Rücksprüngen einen repräsentativen Anspruch. Das westlich des Wohnhauses stehende Fabrikgebäude erstreckt sich in die Tiefe des Grundstücks und wird durch einen Kopfbau architektonisch betont. Der Kopfbau enthielt ursprünglich Remise, Pferdestall, Kontor und Hausmannswohnung, diesem schloss sich der ebenfalls in zwei Geschosse unterteilte Saalbau an, im Erdgeschoss mit Kalandern bestückt, im Obergeschoss für die Spannerei genutzt. Aufgrund seiner Funktion war das Fabrikgebäude über die Zeit verschiedenen Veränderungen unterworfen. 1901 erfolgte eine deutliche Erweiterung nach Süden. Eigentümer war nun der Handschuhfabrikant Otto Richard Koch. 1904 übernahm die Firma Ranke & Rebske das Anwesen und richtete hier eine Wirkwarenfabrikantion ein. Zu den Veränderungen unter Ranke & Rebske gehörte u. a. der  Erdgeschossumbau des Kopfbaus mit Umgestaltung seiner Vorderfront. Stall und Remise wurden nicht mehr benötigt, diese wurden zu Aufbewahrungsräumen umfunktioniert. Die Firma Ranke & Rebske, später nur Rebske, existierte und produzierte bis zur Verstaatlichung 1972 am Standort. Danach wurde der Betrieb unter dem Namen VEB Silastikhandschuhe fortgeführt. Seit 1989 ist das Unternehmen wieder in Privathand und widmet sich weiterhin der Textilherstellung. Ein Gartenpavillon verweist auf die Gartengestaltung des Grundstücks, die einst die Baulichkeiten umgab.

Das Fabrikantenwohnhaus und das Fabrikgebäude sind Zeugnisse der Industriegeschichte im mittelsächsischen Raum um Chemnitz, in der einst die Textilproduktion eine wichtige Rolle spielte. Sie veranschaulichen, dass sich die Industrialisierung im ausgehenden 19. Jahrhundert nicht nur auf das Industriezentrum Chemnitz beschränkte, sondern dass auch die Mittel- und Kleinstädte im Umland darin stark einbezogen waren. Sie zeigen, dass damit für die betroffenen Orte eine bauliche Entwicklung einherging, die zur Erweiterung des Stadtgebietes über die Altstadtgrenzen hinaus führte. Es entstanden dabei für diesen Prozess typische neue Bauaufgaben - wie hier Fabrikanlage mit angeschlossenem Wohngebäude -, die man in ansprechender und zweckgemäßer Form umzusetzen suchte. Unter diesen Aspekten eignet den Denkmalobjekten ein industrie- und ortsentwicklungsgeschichtlicher sowie baugeschichtlicher Aussagewert.